# Kosmos 1443
Kosmos 1443 (ryska: Космос 1443) eller TKS-3 var en obemannad flygning av den sovjetiska TKS-farkosten. Det var den tredje flygningen av hela TKS-farkosten. Farkosten sköts upp med en Protonraket från Kosmodromen i Bajkonur den 2 mars 1983, den dockade med den sovjetiska rymdstationen Saljut 7 den 4 mars 1983. Farkosten lämnade rymdstationen den 14 augusti 1983. Efter att VA-kapseln separerade från modulen flög den på egen hand i fyra dagar innan den 23 augusti 1983 återinträdde i jordens atmosfär och landade i Sovjetunionen. Den återförde 350 kg material från rymdstationen. FGB-modulen brann upp i atmosfären den 19 september 1983.